# Isabella di Savoia
Isabella di Savoia (Torino, 2 marzo 1591 – Modena, 22 agosto 1626) era figlia del duca Carlo Emanuele I di Savoia e di Caterina Michela d'Asburgo.

## Biografia
Suoi nonni materni erano il re Filippo II di Spagna ed Elisabetta di Valois, figlia di Enrico II di Francia e di Caterina de' Medici.
Sposò a Torino il 22 febbraio 1608 Alfonso d'Este, figlio di Cesare d'Este, duca di Modena e Reggio, e di Virginia de' Medici.
Isabella non riuscì a diventare duchessa di Modena e Reggio: morì nel dare alla luce l'ultima figlia nel 1626. Alfonso divenne duca alla morte del padre nel 1628 e non volle risposarsi, e anzi decise di  abdicare poco dopo per diventare frate cappuccino.

## Discendenza
Dall'unione tra Isabella e Alfonso III nacquero quattordici figli, alcuni dei quali morti nell'infanza:
- Cesare (14 agosto 1609-14 ottobre 1613)[3];
- Francesco (1610-1658), futuro duca di Modena e Reggio, che sposò le sorelle Maria Farnese e Vittoria Farnese e Lucrezia Barberini;
- Obizzo (1611-1644), vescovo di Modena;
- Angela Maria Caterina (2 febbraio 1613-1635), monaca a Madrid dal 1621[4];
- Cesare (1614-1677);
- Alessandro (1615);
- Carlo Alessandro (1616-1679);
- Rinaldo (1617-1672), cardinale;
- Margherita (1618-1692), sposa di Ferrante III Gonzaga, duca di Guastalla;
- Beatrice Francesca (battezzata 7 novembre 1619[5]-23 gennaio 1622[6]);
- Beatrice (14-15 febbraio 1622)[7];
- Filiberto (14 gennaio 1624-di vaiolo, settembre 1645), novizio nell'ordine dei Cappuccini[8];
- Bonifazio (18 dicembre 1624[9]-poco dopo);
- Anna Beatrice (1626-1690), sposa di Alessandro II Pico della Mirandola.

## Ascendenza
|                                |                   |                        | Genitori                        |  |  | Nonni |  |  | Bisnonni            |  |  | Trisnonni            |  |
|                                |                   |                        |                                 |  |  |       |  |  | Carlo III di Savoia |  |  | Filippo II di Savoia |  |
|                                |                   |                        |                                 |  |  |       |  |  | Carlo III di Savoia |  |  | Filippo II di Savoia |  |
|                                |                   | Claudina di Brosse     |                                 |  |  |       |  |  | Carlo III di Savoia |  |  |                      |  |
| Emanuele Filiberto I di Savoia |                   |                        |                                 |  |  |       |  |  | Carlo III di Savoia |  |  |                      |  |
|                                |                   | Beatrice di Portogallo | Manuele I del Portogallo        |  |  |       |  |  |                     |  |  |                      |  |
|                                |                   | Beatrice di Portogallo | Manuele I del Portogallo        |  |  |       |  |  |                     |  |  |                      |  |
|                                |                   | Beatrice di Portogallo | Maria d'Aragona e Castiglia     |  |  |       |  |  |                     |  |  |                      |  |
| Carlo Emanuele I di Savoia     |                   | Beatrice di Portogallo |                                 |  |  |       |  |  |                     |  |  |                      |  |
|                                |                   | Francesco I di Francia | Carlo di Valois-Angoulême       |  |  |       |  |  |                     |  |  |                      |  |
|                                |                   | Francesco I di Francia | Carlo di Valois-Angoulême       |  |  |       |  |  |                     |  |  |                      |  |
|                                |                   | Francesco I di Francia | Luisa di Savoia                 |  |  |       |  |  |                     |  |  |                      |  |
| Margherita di Francia          |                   | Francesco I di Francia |                                 |  |  |       |  |  |                     |  |  |                      |  |
|                                |                   | Claudia di Francia     | Luigi XII di Francia            |  |  |       |  |  |                     |  |  |                      |  |
|                                |                   | Claudia di Francia     | Luigi XII di Francia            |  |  |       |  |  |                     |  |  |                      |  |
|                                |                   | Claudia di Francia     | Anna di Bretagna                |  |  |       |  |  |                     |  |  |                      |  |
| Isabella di Savoia             |                   | Claudia di Francia     |                                 |  |  |       |  |  |                     |  |  |                      |  |
|                                | Carlo V d'Asburgo | Filippo d'Asburgo      |                                 |  |  |       |  |  |                     |  |  |                      |  |
|                                | Carlo V d'Asburgo | Filippo d'Asburgo      |                                 |  |  |       |  |  |                     |  |  |                      |  |
|                                | Carlo V d'Asburgo | Giovanna di Castiglia  |                                 |  |  |       |  |  |                     |  |  |                      |  |
| Filippo II di Spagna           | Carlo V d'Asburgo |                        |                                 |  |  |       |  |  |                     |  |  |                      |  |
|                                |                   | Isabella di Portogallo | Manuele I del Portogallo        |  |  |       |  |  |                     |  |  |                      |  |
|                                |                   | Isabella di Portogallo | Manuele I del Portogallo        |  |  |       |  |  |                     |  |  |                      |  |
|                                |                   | Isabella di Portogallo | Maria d'Aragona e Castiglia     |  |  |       |  |  |                     |  |  |                      |  |
| Caterina Michela d'Asburgo     |                   | Isabella di Portogallo |                                 |  |  |       |  |  |                     |  |  |                      |  |
|                                |                   | Enrico II di Francia   | Francesco I di Francia          |  |  |       |  |  |                     |  |  |                      |  |
|                                |                   | Enrico II di Francia   | Francesco I di Francia          |  |  |       |  |  |                     |  |  |                      |  |
|                                |                   | Enrico II di Francia   | Claudia di Francia              |  |  |       |  |  |                     |  |  |                      |  |
| Elisabetta di Valois           |                   | Enrico II di Francia   |                                 |  |  |       |  |  |                     |  |  |                      |  |
|                                |                   | Caterina de' Medici    | Lorenzo II de' Medici           |  |  |       |  |  |                     |  |  |                      |  |
|                                |                   | Caterina de' Medici    | Lorenzo II de' Medici           |  |  |       |  |  |                     |  |  |                      |  |
|                                |                   | Caterina de' Medici    | Madeleine de la Tour d'Auvergne |  |  |       |  |  |                     |  |  |                      |  |
|                                |                   | Caterina de' Medici    |                                 |  |  |       |  |  |                     |  |  |                      |  |